# David Graf
David Paul Graf (Zanesville, 16 aprile 1950 – Phoenix, 7 aprile 2001) è stato un attore statunitense.
È noto per aver interpretato il poliziotto maniaco delle armi Eugene Tackleberry, nella serie di film Scuola di polizia.

## Morte
È deceduto il 7 aprile 2001 per un arresto cardiaco, mentre partecipava ad una gara di "birra e bistecche" durante un matrimonio in famiglia a Phoenix, Arizona. Suo padre e suo nonno erano morti anch'essi ad una simile età per arresto cardiaco.
È stato sepolto presso il cimitero di Forest Rose di Lancaster, Ohio.

## Filmografia

### Cinema
- Gli amici di Georgia (Four Friends), regia di Arthur Penn (1981)
- Scuola di polizia (Police Academy), regia di Hugh Wilson (1984)
- Scuola di polizia 2 - Prima missione (Police Academy 2: Their First Assignment), regia di Jerry Paris (1985)
- Scuola di polizia 3 - Tutto da rifare (Police Academy 3: Back in Training), regia di Jerry Paris (1986)
- Scuola di polizia 4 - Cittadini in... guardia (Police Academy 4: Citizens on Patrol), regia di Jim Drake (1987)
- Amore di strega (Love at Stake), regia di John Moffitt (1987)
- Scuola di polizia 5 - Destinazione Miami (Police Academy 5: Assignment: Miami Beach), regia di Alan Myerson (1988)
- Scuola di polizia 6 - La città è assediata (Police Academy 6: City Under Siege), regia di Peter Bonerz (1989)
- Scuola di polizia - Missione a Mosca (Police Academy: Mission to Moscow), regia di Alan Metter (1994)
- Cara, insopportabile Tess (Guarding Tess), regia di Hugh Wilson (1994)
- La storia di Ruth, donna americana (Citizen Ruth), regia di Alexander Payne (1996)
- Regole d'onore (Rules of Engagement), regia di William Friedkin (2000)

### Televisione
- Hazzard (The Dukes of Hazzard) – serie TV, episodio 3x23 (1981)
- A-Team (The A-Team) – serie TV, episodio 2x04 (1983)
- Hardcastle & McCormick (Hardcastle and McCormick) – serie TV, episodi 1x19-1x20 (1984)
- Seinfeld – serie TV, episodio 4x03 (1992)
- Otto sotto un tetto (Family Matters) – serie TV, 1 episodio (1992)
- Star Trek: Voyager – serie TV, episodio 2x01 (1995)
- Star Trek: Deep Space Nine – serie TV, episodio 5x21 (1997)
- Scuola di polizia (Police Academy: The Series) – serie TV, 1 episodio (1998)
- Becker – serie TV, episodio 2x21 (2000)
- West Wing - Tutti gli uomini del Presidente (The West Wing) – serie TV, 2 episodi (2000-2001)
- Un detective in corsia (Diagnosis: Murder) - serie TV,  episodio 7x22, Diagnosi difficile (Swang Song), 4 Maggio 2000

## Doppiatori italiani
Nelle versioni in italiano dei suoi film, David Graf è stato doppiato da:
- Massimo Cinque in Scuola di polizia 3 - Tutto da rifare, Scuola di polizia 4 - Cittadini in... guardia, Scuola di polizia 5 - Destinazione Miami, Scuola di polizia 6 - La città è assediata, Scuola di polizia - Missione a Mosca
- Luca Biagini in Scuola di polizia, Scuola di polizia 2 - Prima missione
- Maurizio Reti in Otto sotto un tetto
- Pietro Biondi in Star Trek: Voyager
- Ambrogio Colombo ne Il mio migliore amico
- Claudio Fattoretto in Cara, insopportabile Tess
- Gianluca Tusco in Brink! - Sfida su rotelle
- Michele Kalamera in West Wing - Tutti gli uomini del Presidente